# Ordine di Cristiano VII
L'ordine della famiglia reale di Cristiano VII (in danese: Christian VIIs Orden) detto anche ordine Tessera Concordiæ, era un ordine conferito come segno di stima personale ai membri femminili della famiglia reale danese da parte di re Cristiano VII.

## Storia
L'Ordine familiare reale di re Cristiano VII venne istituito nel 1774 da re Cristiano VII come ricompensa di benemerenza personale destinata a premiare i membri meritevoli della casata reale.
L'Ordine non fu più conferito dopo la morte di re Cristiano VII nel 1808.

## Insegne
L'Ordine si presenta come un ovale al centro del quale si trova il monogramma del sovrano "C7" (Cristiano CVII), il tutto circondato da una cornice in argento e diamanti, sormontata dalla corona reale danese dei medesimi materiali. Dietro l'ovale si intravede una croce dell'Ordine del Dannebrog raggiante, timbrata nel braccio inferiore dall'elefante dell'Ordine dell'Elefante.
Il nastro, nel chiaro intento di riunire i due principali ordini della Danimarca, è azzurro con una fascia bianca ed una rossa per lato.

## Elenco degli insigniti
- Giuliana Maria di Brunswick-Lüneburg, regina vedova e matrigna di re Cristiano VII
- Luisa Augusta di Danimarca, figlia di re Cristiano VII